# Capo Vaticano
Capo Vaticano is een plaats (frazione) in de Italiaanse gemeente Ricadi.
De kaap geeft uitzicht op de Straat van Messina en de Golf van Gioia Tauro.

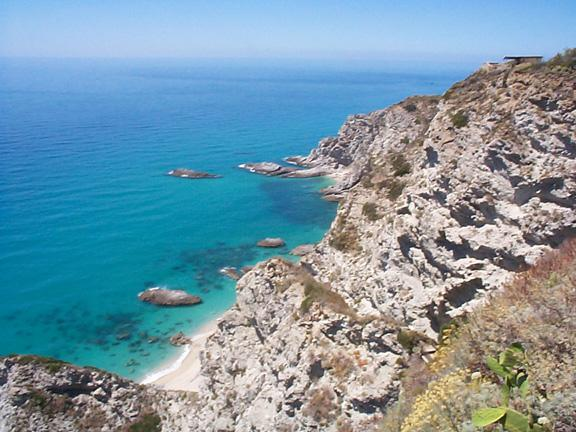
Capo Vaticano